# Мізерикордія (зброя)

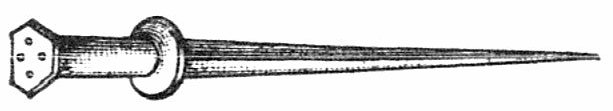
Мізерикорд

Мізерико́рд, мізерико́рдія (від фр. miséricorde «милосердя») — довгий вузький ніж, який використовувався з Високого середньовіччя для завдання смертельного удару (удару милосердя, звідси назва клинка, що походить від лат. misericordia, «акт милосердя») важко пораненому лицарю. Клинок був досить тонкий, щоб пробити щілини між пластинами броні.

## Історія
У XII та XIII ст. кинджал не грав тієї важливої ролі як деталь військового озброєння, яку він здобув у XIV—XV ст. У манускриптах і скульптурах рідко зустрічаються його зображення до XIII ст., а ті, що є, показують його використання у сутичці, а не у звичайному військовому вбранні. Наприклад, у Біблії Мацейовського є кілька батальних сцен, де кинджалів майже стільки ж, скільки і мечів, але в жодному місці цього рукопису немає і натяку на те, як їх носили у мирний час.
Слово «мізерикорд» стосовно кинджалів з'являється ще в 1221: в Арраській хартії, що відноситься саме до цієї дати

## Опис

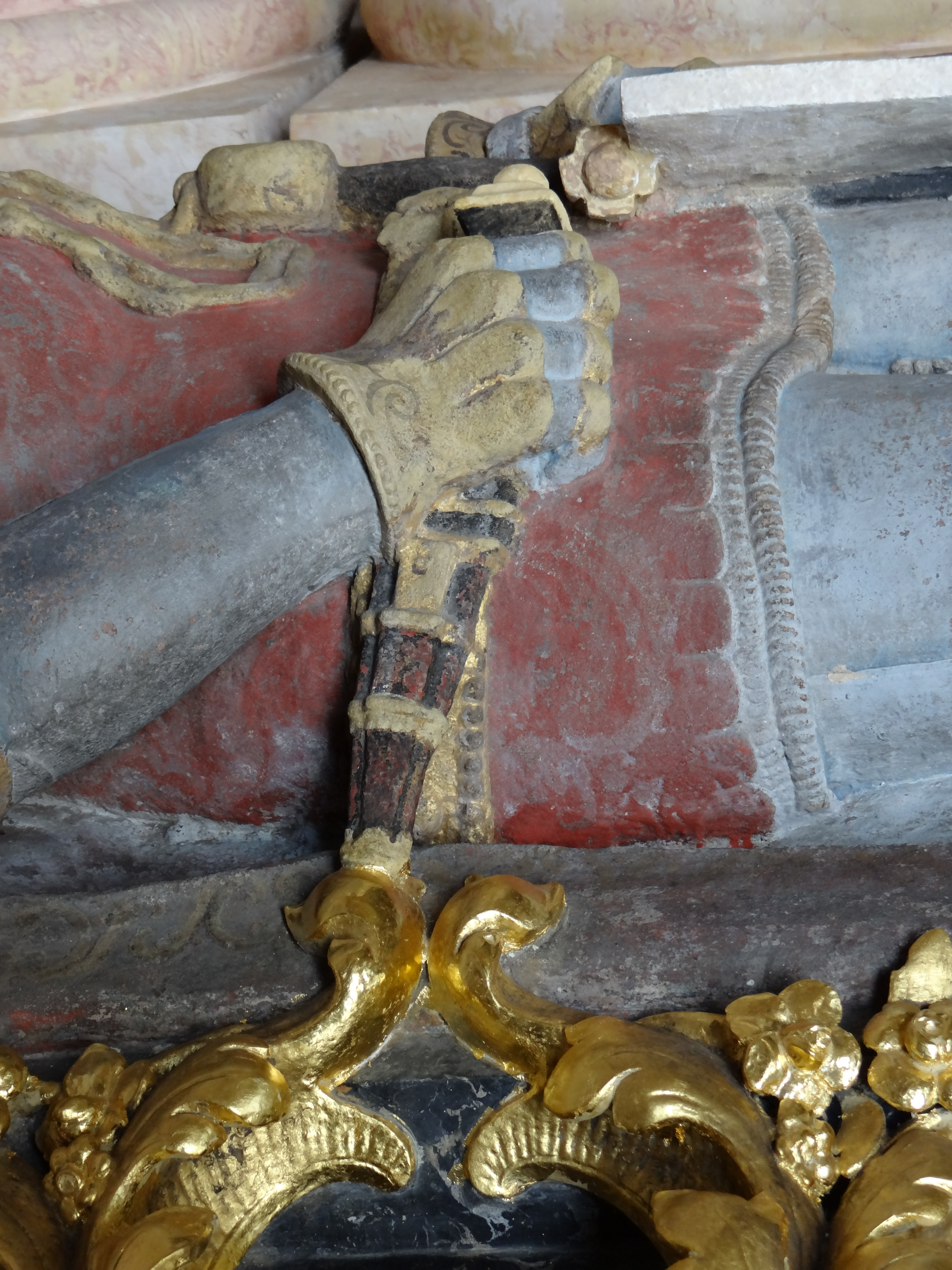
Мізерикордія на надгробку Болека II Свідницького в мавзолеї в Кшешуві.

Мав широке лезо з плоским, трикутним або квадратним перетином, оснащений перехрестям (гардою). Довший за звичайний кинджал, деякі спеціалісти іноді класифікували його як короткий меч або дагасу. Його довжина могла бути різноманітною та коливалася від 20 до 40 сантиметрів. Гарда була у формі круглої пластини, така ж була на іншому кінці ручки. Це дозволяло утримати кинджал, навіть якщо його намагалися вибити, а також гасився ковзний ефект під час удару. Його не слід плутати зі стилетом, коротким кинджалом з трикутною секцією, який зазвичай використовується як зброя вбивці або самооборони. Серед мізерикордів можна виділити дві групи зброї — бойові ножі з одностороннім лезом і кинджали з двостороннім лезом. Мізерікордія також характеризувалася наявністю декоративних мотивів.

## Географія поширення та використання
Ця зброя використовувалася для добивання лицарів, які отримали смертельні поранення. Його також можна було використовувати як засіб для вбивства активного супротивника, як-от під час захвату в сутичці. Клинок можна було просунути крізь козирок або отвори для очей у шоломі-топхельмі з метою пробити мозок, або просунути крізь отвори або слабкі місця в латних обладунках, наприклад, під рукою, з метою пробити серце. Зброя була відома з 12 століття і з'явилася в озброєнні Німеччини, Персії та Англії.
Аналог мізерикорду використовувався в Японії з 11 століття. На початку 12 століття він набув ще більшої популярності і поширився під назвою «нищівник лицарських обладунків» — «ерон досі». Носили його на правому стегні за поясом, а використовували лівою рукою. Воїни навчалися особливій техніці боротьби в обладунках «ерон-кумі-уті». Потрібна була майстерність, щоб однією рукою контролювати супротивника, а іншою використовувати кинджал.